# كالوم دافينبورت
كالوم رايموند بول دافينبورت (بالإنجليزية: Calum Davenport)‏، من مواليد 1 يناير 1983 في بدفورد في إنجلترا، لاعب كرة قدم إنجليزي.
بدأ مسيرته الكروية مع نادي كوفنتري سيتي في عام 2001، ولعب معهم حتى عام 2004، وشارك معهم في 75 مباراة وسجل 3 أهداف، وفي عام 2004 انتقل إلى نادي توتنهام هوتسبر، ولعب معهم حتى عام 2007، وشارك معهم في 15 مباراة وسجل هدف واحد، وفي عام 2004 أعير إلى نادي وست هام يونايتد، ولعب معهم 10 مباريات، وفي عام 2005 أعير إلى نادي ساوثامبتون، ولعب معهم 7 مباريات، وفي عام 2005 أعير إلى نادي نوريتش سيتي، ولعب معهم 15 مباراة وسجل هدف واحد، ومنذ عام 2007 وهو يلعب مع نادي وست هام يونايتد.

## روابط خارجية
- كالوم دافينبورت على موقع قاعدة بيانات كرة القدم.إي يو (الإنجليزية)
- كالوم دافينبورت على موقع Soccerbase.com (لاعب) (الإنجليزية)
- كالوم دافينبورت على موقع عالم كرة القدم.نت (الإنجليزية)
- كالوم دافينبورت على موقع كووورة